# 石瑛

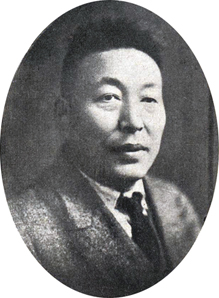
石瑛

石 瑛（せき えい、中国語: 石瑛; 拼音: Shí Yīng; ウェード式: Shih Ing、1879年 - 1943年（民国32年）12月4日）は、中華民国の政治家・教育者。別名は順松。中国同盟会以来の革命派人士で、中国国民党では反共右派の西山会議派に属し、南京市長も務めた。字は蘅青。湖北省黄州府興国軍（現在の陽新県）の人。

## 事績

### 清末民初の活動
初めは旧学を学び、1903年（光緒29年）に挙人となる。この頃、居正や田桐と知り合い、革命派の同志となった。1904年（光緒30年）、官費を得てフランスに留学し海軍学校に入学したが、在学中に同級生たちと学校が秘蔵していた地図を盗み取ろうとする事件を起こして国外追放となる。そのため、イギリスへ渡りロンドン大学で学ぶことになった。1905年（光緒31年）、孫文（孫中山）が結成した中国同盟会に加入した。1911年（宣統3年）に帰国している。
1912年（民国元年）、中華民国臨時政府が南京に成立すると、石瑛は同政府秘書に任命され、全国の禁煙（アヘン取締）事務を総括することになった。同年3月、同盟会が公開政党となったことに伴い石は幹事10人の1人として起用され、翌月には同盟会湖北分会会長となる。同年末に宋教仁の国民党に加入し、衆議院議員に当選した。しかし翌年の第二革命（二次革命）で敗北して袁世凱の北京政府から指名手配を受けることになり、イギリスへ逃亡している。イギリスではバーミンガム大学に入学し、冶金学を9年間学んで最終的に博士号を取得した。また、第一次世界大戦に際しては、ジャーナリストとしてドイツ対フランスの最前線で取材している。

### 中国国民党での活動
1923年（民国12年）に石瑛は帰国し、北京大学校長蔡元培の招聘に応じて同大学教授に任ぜられた。1924年（民国13年）1月、中国国民党の結成と共に第1期中央執行委員に選出された。同年、武漢師範大学校長に任命されたが、まもなく北京大学に復帰した。石瑛は孫文が推進する三大政策には反対であり、1925年（民国14年）11月には反共右派の西山会議派に加わり、更に上海で組織された同派国民党の中央執行委員に選ばれている。1926年（民国15年）からは北伐に参加し、兵工廠工程師に任ぜられ、翌年4月には上海龍華兵工廠廠長に起用された。
1928年（民国17年）に石瑛は湖北省に戻り、湖北省政府主席張知本の下で建設庁庁長に任命される。この時、張知本と財政庁庁長張難先と共に「湖北三傑」と称された。しかし1929年（民国18年）5月に張知本が新広西派の一員と見なされて蔣介石の圧力で辞任に追い込まれると、石もやはり下野している。その後、石は武漢大学工学院院長に転じていたが、1930年（民国19年）12月から浙江省政府建設庁庁長を1年間務め、その後の1931年（民国20年）12月には国民党第4期中央執行委員に選出されている（第5期も同様）。1932年（民国23年）3月、南京市長に起用され南京建設委員会秘書長も兼任した。石の南京施政は3年に及んだが、1935年（民国24年）3月、日本から来訪した団体を飛行場まで出迎えるようにとの国民政府中央からの指示に抗議、市長を辞任している。
1935年（民国24年）7月、石瑛は考試院銓叙部部長に移り、1937年（民国26年）12月まで務めた。日中戦争（抗日戦争）勃発もあってその後湖北省に戻り、再び建設庁庁長に起用されたが、1938年（民国27年）秋に病気のため辞任している。翌1939年（民国28年）、湖北省臨時参議会議長に選出された。1943年（民国32年）12月4日、重慶にて病没。享年65。

## 注
1. 1 2 3 4 5  徐友春主編（2007）、255頁。
2. 1 2 3 4 5  劉国銘主編（2005）、335頁。